# Nigeria van A tot Z

Locatie van Nigeria

## A
Aba -
Sani Abacha -
Abakaliki -
Abeokuta -
Abia (staat) -
Abuja -
Chinua Achebe -
Adamawa - King Sunny Adé - 
Mutiu Adepoju - 
Ado-Ekiti -
Aero Contractors -
Afrobeat -
Afrobeats -
Wilfred Agbonavbare - 
Julius Aghahowa - 
Alloy Agu - 
Yakubu Aiyegbeni - 
Akpo FPSO -
Akure -
Akwa Ibom -
Dr. Alban -
Tony Allen - Allied Air Cargo -
Glory Alozie - 
Daniel Amokachi - 
Kevin Amuneke - 
Emmanuel Amunike - 
Anambra -
Arise O Compatriots, Nigeria's Call Obey -
Aṣa - Asaba -
Associated Aviation -
Awka -
Nnamdi Azikiwe

## B
Ibrahim Babangida - 
Tijjani Babangida - 
Celestine Babayaro -
Abubakar Tafawa Balewa -
Bauchi (staat) -
Bauchi (stad) -
Bayelsa -
Beker van Nigeria -
Bellview Airlines -
Benin City -
Benue (rivier) -
Benue (staat) -
Bestuurlijke indeling van Nigeria -
Biafra -
Birnin Kebbi -
Boko Haram - 
Borno (staat) - 
Muhammadu Buhari - Burna Boy

## C
Calabar -
Chanchangi Airlines -
Chika Unigwe -
Cross River

## D
Damaturu -
Dasymys foxi -
D'banj - Delta (staat) -
Dr. Alban - Dutse

## E
Ebonyi -
Economie van Nigeria -
Edo (staat) -
Edo (volk) -
Innocent Egbunike - 
Ekiti -
Enugu (staat) -
Enugu (stad)

## F
Federal Capital Territory -
Fon (volk)

## G
Finidi George -
Gombe (staat) -
Gombe (stad) -
Gusau

## H

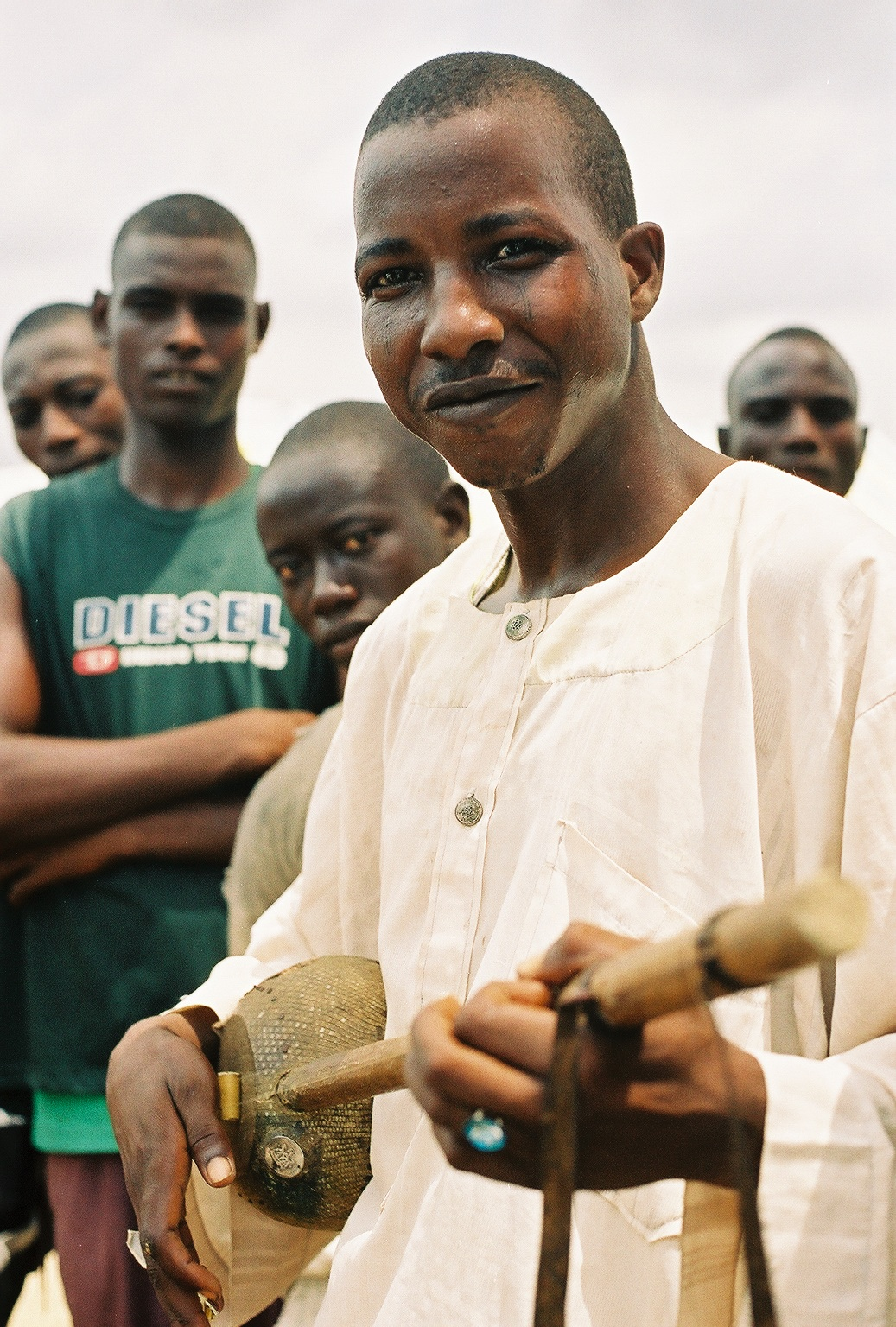
Hausa-musicus

Hausa (taal) -
Hausa (volk) -
Huis van Afgevaardigden

## I
Ibadan -
Idah -
Idoma -
Igala -
Igbo -
Ijebu-Ode -
Ijo -
Ikeja -
Ikot Ekpene -
Ijele-maskerade -
Ilorin -
Imo -
IRS Airlines -
ISO 3166-2:NG

## J
Jalingo -
Jigawa - JJC - Keziah Jones - 
Jos (Nigeria) -
Josplateau -
Jùjú

## K
Kabo Air -
Kaduna (staat) -
Kaduna (stad) -
Blessing Kaku - 
Kano (staat) -
Kano (stad) -
Katholieke Kerk in Nigeria -
Katsina (staat) -
Katsina (stad) -
Kebbi -
Kennis Music -   Tunde King - Kogi (staat) - Fela Kuti - Femi Kuti - 
Kwara

## L
Lafia -
Lagos (Nigeria) -
Lagos (staat) - Gasper Lawal - 
Muda Lawal - 
Lijst van staatshoofden en premiers van Nigeria -
Lijst van vlaggen van Nigeria -
Lokoja

## M
Herbert Macaulay -
Maiduguri -
Makurdi -
Mallam Aminu Kano International Airport -
Sunday Mba - 
Minna -
Movement for the Emancipation of the Niger Delta -
Murtala Muhammed International Airport

## N
Naira -
Nassarawa -
National Council of Nigeria and the Cameroons -
Nationale Vergadering -
Nicon Airways -
Niger (rivier) -
Niger (staat) -
Nigerdelta -
Nigeria -
Nigeria op de Gemenebestspelen -
Nigeria op de Olympische Spelen -
Nigeriaanse oplichting - 
Nigeriaans voetbalelftal -
Nigeriaans voetbalelftal (vrouwen) -
Nigeriaanse hockeyploeg (vrouwen) -
Nigeriaanse luchtmacht -
Nigerian Railway Corporation -
Genevieve Nnaji - Nnamdi Azikiwe International Airport -
Nokcultuur -
Nollywood -
Nupe (volk) - 
Godfrey Nwankpa - 
Flora Nwapa - 
Henry Nwosu

## O
Olusegun Obasanjo -
Obiora Odita - 
Chukwuemeka Odumegwu Ojukwu -
Ogbomosho -
Ogoni (volk) -
Ogun (staat) -
Uche Okechukwu - 
Godwin Okpara - 
Ben Okri -
Gbenga Okunowo - 
Oladapo Olufemi - 
Ondo (staat) -
Onitsha -
Josiah Onodome Onemu - 
Henry Onwuzuruike - 
Mary Onyali-Omagbemi - William Onyeabor - 
Orde van de Federatie -
Orde van de Niger -
Osogbo -
Osun (staat) -
Osun-Osogbo -
Overland Airways -
Owerri -
Oyo (staat) -
Oyo (stad)

## P
Plateau (staat) -
Port Harcourt -
Praomys obscurus -
Premier League (Nigeria)

## R
Ridderorden in Nigeria - Rivers - Peter Rufai

## S
Sade - Saro -
Ken Saro-Wiwa -
Tiwa Savage - Jimmy Scott - Senaat -
Sokoto (staat) -
Sokoto (stad) -
Sukur

## T
Taraba (staat) - The Headies -
Tsjaadmeer

## U
Umuahia -
Uyo

## V
Virgin Nigeria Airways -

Vlag van Nigeria

## W
Wapen van Nigeria -
Warri -
Wizkid - Wodaabe

## Y
Umaru Yar'Adua -
Rashidi Yekini - 
Yenagoa -
Yobe -
Yola -
Yorùbá -
Yoruba (taal) -
Yorubareligie

## Z
Zamfara -
Zaria